# Tipula chumash
Tipula chumash är en tvåvingeart som beskrevs av Alexander 1961. Tipula chumash ingår i släktet Tipula och familjen storharkrankar. Inga underarter finns listade i Catalogue of Life.